# Thomas Cahill
Thomas W. Cahill (25 de diciembre de 1864 - 29 de septiembre de 1951) fue un atleta estadounidense y fue el primer entrenador de la selección norteamericana y presidente de la Federación de Fútbol de los Estados Unidos.
Es considerado como uno de los padres fundadores del fútbol estadounidense.

## Trayectoria
Thomas Cahill nació en Nueva York. Entró a la Universidad de San Luis donde participó en deportes. Originalmente prefirió entre el béisbol y correr en las pistas, pero terminó mostrando interés en el fútbol. 
En 1897 fundó los St. Louis Shamrocks y compitieron en St. Louis Association Foot Ball League. El equipo ganó dos campeonatos, 1989 y 1900.
También, fue el entrenador del St. Louis Spalding en 1903-04 y del Diel F.C. en 1904-05.
Años después, decidió establecer un organismo que rigiera el fútbol en los Estados Unidos. Fue el secretario y uno de los fundadores de la American Amateur Football Association. En 1912 viajó a Estocolmo para asistir al noveno Congreso anual de la FIFA para solicitar que la American Amateur Football Association fuera el órgano del fútbol estadounidense, pero ese objetivo fue arruinado debido a la rivalidad con un representante de la American Football Association, que también quería ser el órgano principal de ese deporte.
A pesar de los esfuerzos, el objetivo de Cahill se cumplió. La federación fue creada el 5 de abril de 1913 en Nueva York.
Cahill cumplió un rol fundamental en la creación de la American Soccer League en 1921. Fue el secretario de dicha liga entre 1921 a 1926.

## Selección nacional
Fue el primer entrenador de la Selección de fútbol de los Estados Unidos. El 20 de agosto de 1916, dirigió en el primer partido oficial en la historia de la selección frente a Suecia en Estocolmo, encuentro que terminó con un marcador 3-2 a favor de los estadounidenses. Después, dirigió en el segundo partido ante Noruega, el juego terminó empatado 1-1.